# Palazzo Salvadori Tiepolo
Palazzo Salvadori Tiepolo è un palazzo di Venezia ubicato nel sestiere di San Marco, prospettante la corte san Gaetano, adiacente al campo san Fantin.

## Storia
Costruito alla fine del XIV secolo da Daniele del fu Giovanni Salvador, venne completato intorno al 1400.
Scrive Giuseppe Tassini (Palazzo Tiepolo, campo san Fantino, n. a. 1997): "Dà col piccolo prospetto archiacuto sul Rio dei Barcaroli, e sorse nel secolo XV a merito dei Salvador [..] "Ancora nel cortile scorgesi una bella vera di pozzo in marmo rosso collo stemma Salvador. Questo palazzo, in varie parti deturpato e manomesso, passò, dopo altri proprietari, in un ramo della famiglia Tiepolo, detto perciò da San Fantino, il quale nel principio del secolo presente, caduto in bassa fortuna, si estinse in un Girolamo q. Almorò". E sempre lo stesso, sulla famiglia Salvador: "La famiglia Salvador, che provenne dalla Toscana, che acquistò commerciando non poche ricchezze, che possedeva stabili nelle parrocchie di S. Fantino e dell'Angelo Raffaele, che produsse un Daniele Guardiano Grande, nel 1427, della confraternita di S. Maria della Carità, e che, per mezzo di matrimoni, contrasse affinità colle più cospicue famiglie patrizie di Venezia, cioè coi Baffo, Barbarigo, Bembo, Contarini, Dandolo, Michiel e Morosini".
Oggi è detto palazzo Salvadori Tiepolo ed è frazionato nei numeri civici 1979-82 e 1997 in corte san Gaetano e campo san Fantin. La magnifica vera da pozzo in pietra rossa di Verona è stata venduta nei primi anni ottanta del XIX secolo e di essa ci rimangono una descrizione del Tassini e un disegno settecentesco di Giovanni Grevembroch.  Il palazzo nella seconda metà del XV secolo, tramite Chiara del fu Giovanni Salvador, passò alla famiglia Baffo e quindi, attraverso vari passaggi, ai Tiepolo che lo tennero fino al principio del 1800. 
In quanto alla data di costruzione, essa avvenne per mano di Daniele q. Giovanni Salvador tra il 1394 e il 1400. Infatti egli non l'abitava ancora il 22 giugno 1394 (risiedeva a S. Salvador), mentre là viveva nel 1400, al matrimonio della figlia Madaluzza, con il nob. Luca Dandolo. Vari studiosi si sono interessati di questo palazzo e la ricerca più approfondita è  quella di Giorgio Bellavitis. Spesso, nel citarlo, lo si scambia per una porzione di Ca' Molin con la quale nulla ha a che fare. La facciata principale è su Rio de Barcaroli e lo si può ammirare da Ponte della piscina di Frezzeria.